# 高级中学 (新加坡)
新加坡的高級中學（英語：Centralised institute）提供為期三年的大學預科課程，分為三個學系：與初級學院同步開設的傳統理科與文科學系，以及商科學系。這些課程通往新加坡-劍橋GCE高級水准考試，過去亦曾結合倫敦商會考試作為補充。
励仁高級中學是新加坡目前唯一的一所高級中學，於2004年由欧南高級中學與裕廊高級中學合併而成。其他曾存在的高級中學包括立德高級中學與城景高級中學。

## 歷史

### 設立
高級中學的教育途徑最早於1980年代後期在新加坡引入，作為一項涉及大學預科教育體系的教育改革的一部分。高級中學被設立為專門提供商科預科課程的中心，這與初級學院開設商科與技術學系的政策相輔相成。技術學系後來被改革為由理工學院頒授的文憑課程。

#### 欧南高級中學
欧南高級中學（英文：Outram Institute）是新加坡最早設立的四所高級中學之一，同時也是最終合併為目前唯一一所高級中學——励仁高級中學的兩所學校之一。欧南高級中學是新加坡首間專門提供商科課程的大學預科教育中心。在该校就讀的學生會於三年內修讀A水準課程，這與初級學院提供的兩年制預科課程不同。
在1980年代，多所中學曾開辦三年制大學預科課程。1987年，教育部設立首所高級中學——欧南高級中學，統一開辦三年制的大學預科課程。該校為學生準備新加坡-劍橋GCE高級水准考試。最初，学校只提供商科學系，後來增設文科學系。欧南高級中學實行全日制上課制度，教學方式包括講座與課室教學。入學標準則根據第一語文與四個相關科目的總分進行選拔。原欧南中學校長Lim Han Soon女士被任命為欧南高級中學的首任校長。
學校最初暫時設於巴特禮路（Bartley Road）原中華中學的校舍內，該校於1987年12月遷入新校舍後，原址騰空。這些校舍隨後經整修，以提供所需設施。
1989年，欧南高級中學成為新加坡第一所除新加坡-劍橋GCE高級水准考試外，額外提供倫敦商會（LCCI）考試的大學預科中心。首屆參加考試的學生通過率達80%。

#### 立德高級中學
立德高級中學（英文：Seletar Institute）於1988年1月設立，是新加坡第二所高級中學。該校於1989年1月正式開課，開校初期有17名教職員與186名學生，校舍位於湯申路上段14.5公里處，原為Upper Thomson Secondary School的校址。
1990年，校園擴建，在原有校舍後方增建了一棟兩層樓的新建築。一樓設有10間課室，二樓設有兩個講堂。首屆學生（共10個班級，當時稱為「公民導師小組」（英語：Civics Tutorial Group））遷入新建築上課，而低年級的兩屆學生仍在原有建築上課。1991年增設了圖書館、第三個講堂與四間課室；1992年增建了第四個講堂、體育館、重量訓練室、體能訓練區、美術教室與學生置物櫃室；1993年新增了會議室、印刷室、輔導室、資源教室與教職員休息室，全校也裝設了空調。1994年學校重新粉刷並進行裝修與升級，增建了排球場及從食堂通往B座的連通走道。1995年學校引入了網際網路。1996年增設了電腦角落，供無網路或電腦設備的學生使用。

#### 裕廊高級中學
裕廊高級中學（英文：Jurong Institute）於1989年成立，是新加坡第三所高級中學。校舍最初位於裕廊西91街，並於1994年遷至道德臺2號（2 Toh Tuck Terrace）。

#### 城景高級中學
城景高級中學（英文：Townsville Institute）是新加坡於1988年設立的第四所高級中學。該校提供三年制課程，銜接新加坡-劍橋GCE高級水准考試。學校位於女皇鎮瑪格烈通道（Margaret Drive）。
城景高級中學原址現為國立教育學院（英語：National Institute of Education）城景校區。

### 關閉

#### 城景高級中學與立德高級中學
由於三年制大學預科課程的需求下降，越來越多學生轉向兩年制的初級學院課程，立德高級中學的入學人數急劇下滑，在1995年僅有130名學生。1995年11月，教育部宣布，由於整體高級中學的學生人數從1993年的3560人銳減至1995年的2328人，將關閉立德高級中學與城景高級中學。兩所學校自1996年起停止招收第一年新生，並於1998年最後一屆學生畢業後正式停辦。

#### 歐南高級中學與裕廊高級中學合併及励仁高級中學的成立
2003年7月26日，教育部公開宣布將歐南高級中學與裕廊高級中學合併，整合分散的三年制大學預科教育機構為單一實體。此舉旨在整合兩所學校的專業知識與教學資源，為學生提供更具彈性且量身訂做的課程與設施，從而提升三年制大學預科教育的教學質量。隨後，励仁高級中學於2004年1月3日正式成立。新校園於2003年12月2日宣佈，預計於2007年落成啟用。
励仁高級中學初期在前裕廊高級中學與歐南高級中學的兩個校區運作，後於2007年遷入位於武吉巴督西8道60號的永久校舍。